# 정다영 (아나운서)
정다영(1994년 1월 ~ )은 대한민국의 아나운서다.

## 학력
- 성균관대학교 경제학과·미디어커뮤니케이션학 복수전공 (학사)

## 경력
- 전주MBC MC
- OGN 아나운서
- OBS경인TV 아나운서 (2023년 2월 ~ )

## 방송

### TV
- OBS 뉴스 경인플러스
- OBS 뉴스 오늘 - 경제 오늘 코너 진행
- 오늘의 월드 뉴스
- OBS 뉴스 10 인천경기

### 인터넷 방송 및 유튜버
- 2017 마스터즈 오브 섀도우버스 코리아
- 2019 대구글로벌게임문화축제
- PMPS 배틀그라운드 모바일 2021 시즌1
- PMPS 배틀그라운드 모바일 2021 시즌2
- PMOC 2021
- PMGC 2021
- PMPS 2022 시즌 1
- PMPS 2022 시즌 2
- 배틀그라운드 2022 PUBG WEEKLY SERIES: EAST ASIA Phase 1
- 유튜브 이스타tvM 히든솔로 - 게스트 (2022년 1월 27일 ~ 7월 14일)